# Pokrowka (rejon wozniesieński)
Pokrowka (ukr. Покровка) – wieś na Ukrainie, w obwodzie mikołajowskim, w rejonie wozniesieńskim, w hromadzie Wesełynowe. W 2001 liczyła 1027 mieszkańców, spośród których 968 wskazało jako ojczysty język ukraiński, 27 rosyjski, 22 mołdawski, 1 bułgarski, 6 ormiański, 2 gagauski, a 1 romski.